# Horodîșce, Sokal
Horodîșce (în ucraineană Городище) este un sat în comuna Volevîn din raionul Sokal, regiunea Liov, Ucraina.

## Demografie
Componența lingvistică a localității Horodîșce
     Ucraineană (99,24%)
     Alte limbi (0,76%)
Conform recensământului din 2001, majoritatea populației localității Horodîșce era vorbitoare de ucraineană (99,24%), existând în minoritate și vorbitori de alte limbi.